# Antonio Jesús Marfil Roca
Antonio Jesús Marfil Roca, más conocido como Caracol, (nacido el 18 de mayo de 1979) es un futbolista español. Caracol juega actualmente como defensa en el Torrox.

## Clubes
| Club                     | País   | Año       |
| ------------------------ | ------ | --------- |
| Málaga B                 | España | 1996-1997 |
| Málaga CF                | España | 1997-1999 |
| Mallorca B (Cedido)      | España | 1998-1999 |
| Málaga B                 | España | 1999-2000 |
| Dos Hermanas CF          | España | 2000-2001 |
| Algeciras Club de Fútbol | España | 2001-2002 |
| Ionikos FC               | Grecia | 2001-2002 |
| CD Azkoyen               | España | 2002-2003 |
| Ionikos FC               | Grecia | 2002-2003 |
| Vélez CF                 | España | 2005-2010 |
| CD Nerja                 | España | 2010-2012 |
| UD Algarrobo             | España | 2011-2014 |
| CD Torrox                | España | 2017-2019 |
| UD Algarrobo             | España | 2019-2020 |

- Datos: Q5698692